# Julien Simon-Chautemps
Julien Simon-Chautemps (ur. 14 maja 1978) – francuski inżynier specjalizujący się w sportach motorowych. Od 2017 roku jest inżynierem wyścigowym zespołu Formuły 1 Sauber.

## Życiorys
Julien Simon-Chautemps jest absolwentem francuskiego instytutu Institut polytechnique des sciences avancées (2002). Studiował inżynierię lotniczą oraz kosmiczną. Simon-Chautemps rozpoczął karierę w Formule 2 jako dyrektor techniczny Prema Powerteam w 2003 roku, gdzie pracował do 2007 roku. W serii GP2 zadebiutował z zespołem Trident Racing.
W 2007 roku został inżynierem wyścigowym włoskiego kierowcy Jarno Trulli w zespole Formuły 1 Toyota, a następnie Lotus. Dołączył do zespołu Renault w 2011 roku i pracował z kierowcą Witalij Pietrow. W latach 2012–2015 pracował z Kimim Räikkönenem, Pastorem Maldonado i Romainem Grosjeanem w zespole Lotus. W 2016 roku został inżynierem Jolyona Palmera w zespole Renault. W 2017 roku dołączył do zespołu Sauber i został inżynierem Marcusa Ericssona.